# Proagoderus
Proagoderus é um género de Scarabaeidae ou escaravelhos na subfamília Scarabaeinae. É considerado um subgénero de Onthophagus por algumas autoridades. Inclui mais de 100 espécies nativas na África e na Ásia.